# Ustav Republike Srpske
Ustav Republike Srpske jedinstveni je opći pravni akt s najvišom pravnom snagom u Republici Srpskoj, jednom od dva entiteta Bosne i Hercegovine, usklađen Ustavu Bosne i Hercegovine. Stupio je na snagu 28. veljače 1992., a donijela ga je Narodna skupština Republike Srpske.
Ustav Republike Srpske rađen je po uzoru na Ustav SFR Jugoslavije iz 1974., odnosno Ustav Savezne Republike Jugoslavije iz 1992. Sastoji se od proslova i normativnog dijela.

## Proslov
Proslov Ustava je 2002. dopunjen s dva amandmana, XXVI. i LIV. nakon što je Ustavni sud Bosne i Hercegovine u 1. srpnja 2000. zaključio da su članci 1, 2, 3, 4 i 5 protivni Ustavu Bosne i Hercegovine.

## Normativni dio
Normativni dio ustava ima 145 članaka, a podijeljen je na sljedeća poglavlja:
- I. Temeljne odredbe
- II. Ljudska prava i slobode
- III. Ekonomsko i socijalno uređenje
- IV. Prava i dužnosti Republike
- V. Organizacija Republike
- VI. Teritorijalna organizacija
- VII. Obrana
- VIII. Ustavnost i zakonitost
- IX. Ustavni sud
- X. Sudovi i javna tužiteljstva
- XI. Promjena Ustava
- XII. Završne odredbe

## Amandmani
U Ustav Republike Srpske usvojeni su brojni amandmani. Od 1992. pa do 2003. amandmani su dodavani u 14 navrata, njih ukupno 113. Amandmane I. - XCII. i CVI. - CXIII. donijela je Narodna skupština Republike Srpske, a amandmane XCIII. - CV. nametnuo je visoki predstavnik. Kako su tim amandmanima, ne samo dodavane, već i mijenjane i brisane neke već postojeće odredbe u Ustavu, oni odstupaju od prirode amandmana.

## Poveznice
- Daytonski sporazum
- Ustav Federacije Bosne i Hercegovine

## Vanjske poveznice
- Ustav s amandmanima  Arhivirana inačica izvorne stranice od 16. travnja 2009. (Wayback Machine)